# Петър Байков
Петър Байков е български филмов, театрален и озвучаващ актьор, певец, продуцент, инфлуенсър, бизнесмен и модел.
Занимава се предимно с дублаж на филми, сериали и реклами на български и английски език.
Придобива широка популярност за първи път с участието си в шести сезон на „България търси талант“, където пресъздава на живо общо над 40 различни мъжки и женски гласа.

## Биография
Роден е в София, Република България на 21 март 1998 г.
През май 2017 г. завършва Националната търговско-банкова гимназия в София и през септември се записва да следва висше образование по филмова и телевизионна продукция в Лондон, Обединеното кралство.
В началото на 2018 г. се връща в България, за да следва актьорско майсторство в „Нов български университет“ в класа на професор Цветана Манева и доцент Снежина Петрова и завършва през 2021 г.
На 29 юни 2023 г. е сред първите дипломирани студенти по актьорско майсторство в LeaderClass за успешно завършен клас „Пред камера като в Холивуд“ при Димитър Маринов.
На 19 декември 2023 г. сключва договор с Вирджиния Рекърдс.

### Актьорска кариера
Като студент играе в постановки на пиесите „Ние, врабчетата“ (от Йордан Радичков) и „Сън в лятна нощ“ (от Уилям Шекспир), режисирани от Елена Панайотова в „Театрална сувалка“ на Университетския театър в НБУ.
През 2019 г. прави своя телевизионен дебют в конкурса „България търси талант“, стигайки до финал.
През 2020 г. създава онлайн поредицата „С гласа на Петър Байков“ в YouTube, Facebook, Instagram и TikTok, където озвучава откъси от филми на „Дисни“.
През 2023 г. е победител в категорията „Най-добър актьор в дублажа“ на наградите „Стоян Камбарев“.

### Кариера на озвучаващ актьор
Байков започва да се занимава с озвучаване на филми, сериали и реклами през 2018 г. Участва в дублажите на „Александра Аудио“, „Доли Медия Студио“ и „Андарта Студио“. Работил е с режисьорите Даниела Горанова, Елена Русалиева, Мариета Петрова и Кирил Бояджиев.
Озвучава във войсоувър дублажите за БНТ, между които са чешката документална поредица „Националните съкровища на Чехия“ и канадският игрален филм „Изгубени в пустошта“, както и британската документална поредица „Животни анархисти“ в Андарта, който се излъчва по детския канал DaVinci Kids.
През лятото на 2019 г. е избран от „Дисни“ да озвучава Принц Филип в дублажа на „Господарка на злото 2“, където партнира с актрисите Радина Боршош, Елена Русалиева и Ани Василева.
Същата година напуска дублажните студия, за да продължи със собствено студио. Създава собствена компания „Байков Студиос“ (Baykov Studios).

#### Самостоятелни проекти
Между март и ноември 2018 г. Байков озвучава за първи път всички мъжки и женски роли във филми на „Дисни“ – „Красавицата и Звяра“ и „Господарка на злото“ в студентски проекти на НБУ с нахсинхронен дублаж, а през март 2019 г. прави дублаж на пълнометражен филм за сериала „Игра на тронове“.
На 17 юни 2021 г. Байков озвучава всички 45 роли в мюзикъла – „Мери Попинз се завръща“ на Дисни, като за първи път изпява с гласа си и всички песни на български език м своя студентски дипломен проект по актьорско майсторство в НБУ.
През 2022 г. Байков озвучава всички 50 роли в „Пътешественикът: С Гласа на Петър Байков“, който е пуснат по кината от bTV Studios на 8 април.
През декември 2022 г. озвучава всички роли в „Снежанка“. Предпремиерната прожекция се състои на 12 декември в Киноцентър Бояна.
На 1 септември 2023 г. Байков обявява дебютния си авторски проект за „Снежанка“ (или „Снежанка: Версията на Петър Байков“). Книгата с негови собствени илюстрации излиза на 29 март 2024 г. в комплект с диск, съдържащ филмова музика, композирана от него. Той озвучава героите в нея. Книгата му ще бъде издадена на английски, български и френски език и на други езици.
На 13 октомври 2023 г. обявява новата поредица I Love Dubbing.

### Музикална кариера
През 2020 г. прави своя музикален певчески дебют в албума „Велико 2020" на Елица Тодорова с дуетната им песен „Росинка“.

## Участия в театъра
Университетски театър на НБУ
- 2018 – Врабче в „Ние, врабчетата“ от Йордан Радичков – режисьор Елена Панайотова[32]
- 2019 – Тезей в „Сън в лятна нощ“ от Уилям Шекспир – режисьор Елена Панайотова[33]

Нов театър „НДК“
- 2022 – Марио в „Биологичните особености на гълъбите“ (по-късно бива сменен от Филип Гуляшки) – режисьор Красимира Дуковска[34]

## Филмография
- „Колело към Рая“ (The Wheels of Heaven) – гласът на Антон (Ованес Торосян)

## Роли в озвучаването

### Войсоувър дублаж
1. „Изгубени в пустошта“ – Джейми, 2019
2. „Националните съкровища на Чехия“ (от втори сезон), 2018 – 2019
3. „Животни анархисти“, 2019

### Нахсинхронен дублаж
1. „Playmobil: Филмът“ (дублаж на Андарта Студио) – Чарли, 2019
2. „Г-н Беля“ (дублаж на Андарта Студио) – Пудел, 2019
3. „Господарка на злото 2“ – Принц Филип, 2019
4. „Кучешки живот 2“ (дублаж на Александра Аудио) – Трент, 2019
5. „Сами вкъщи 2“ (дублаж на Александра Аудио) – Супергерой, 2019

### Собствени проекти
1. „Господарка на злото“ (като студентски проект в НБУ) – Всички роли, 2018
2. „Красавицата и Звяра“ (като студентски проект в НБУ) – Всички роли, 2018
3. „Игра на тронове“ (като студентски проект в НБУ) – Всички роли, 2019
4. „Мери Попинз се завръща“ (като студентски проект в НБУ) – Всички роли (над 45 гласа), 2021
5. „Пътешественикът: С Гласа на Петър Байков“ – Всички роли (над 50 гласа), 2022
6. „Снежанка“ – Всички роли, 2022

- Байков озвучава Принц Филип в „Господарка на злото 2“, изигран от Харис Дикинсън.

## Други дейности
През 2023 г. е поканен от модния дизайнер Филип Плейн да участва в негово модно шоу в Милано.

## Награди
- 2023 – победител в категория „Дублаж“ за наградата за Полет в изкуството „Стоян Камбарев“[37][38][36][39]
- май 2023 – награда „Златен дублаж“ на националните награди за Мода, шоу и бизнес
- 26 ноември 2023 г. – награда и победа в категория „Дублаж“ на „Награди на десетилетието за мода, шоу и бизнес“, град София